# 呂明華
呂明華，SBS，JP（1938年4月4日—），生於中華民國山東省威海卫，1998-2008年香港立法會議員（泛聯盟及早餐派），全國政協香港特邀委員，山東省政協常委。香港中華廠商聯合會常務會董、香港電子業商會榮譽主席。
1998年第一屆立法會選舉循工業界（第二）界別（香港中華廠商聯合會）擊敗倪少傑當選為立法會議員，其後於2000年和2004年再度連任。曾擔任政制事務委員會主席。澳洲新南威爾斯大學應用科學碩士學位，加拿大University of Saskatchewan工程學博士。

## 公職
- 2013年 經濟發展委員會 成員

## 來源
1. ↑  . 香港立法會.   [2004-10-11]. （原始内容存档于2007-09-30）.
2. ↑  . 山东省商务厅. 2019-05-15  [2023-05-05]. （原始内容存档于2023-05-07）.
3. 1 2   (PDF). 時捷集團有限公司. 2006: 10  [2023-05-05]. （原始内容存档 (PDF)于2023-05-05）.